# Appaloosa Interactive
Appaloosa Interactive (anciennement Novotrade International) est une entreprise  de développement de jeux vidéo fondée en 1983[réf. nécessaire] en Hongrie et disparue en 2006. Son siège social était situé à Palo Alto en Californie et ses deux studios de développement à Budapest.
Appaloosa est notamment connue pour être à l'origine en 1992 du titre Ecco the Dolphin et de ses suites sorties sur les consoles de Sega.

## Histoire
Novotrade a été fondée en janvier 1983 à Budapest par Gabor Renyi, ancien directeur d'une usine de jeux. Elle concevait des jeux pour les micro-ordinateurs Commodore 64, souvent originaux au regard des standards occidentaux comme Caesar the Cat, en 1983, où un chat pourchassait une souris en essayant de ne pas casser de vaisselle. Elle a aussi développé un jeu d'aventures en mode texte avec l'écrivain Ian Livingstone, Eurêka! (1984).
Novotrade a connu une croissance rapide et commencé à travailler pour les consoles Sega et Nintendo, mais a raté l'opportunité d'exporter Tetris en occident. Sa branche Novotrade International a été rebaptisée Appaloosa Interactive en novembre 1996. Elle a fait faillite en 2006. 

## Jeux développés
- The Adventures of Batman and Robin
- Airball (portage NES, jamais sorti)
- Around The World In 80 Days
- Blades of Steel (portage DOS, Amiga)
- California Games (portage Mega Drive)
- California Pro Golf
- Castlevania (portage Amiga)
- Catch a Thief
- Circus Games
- Contra: Legacy of War
- C The Contra Adventure
- Cyborg Justice
- Ecco : Les Marées du temps
- Ecco the Dolphin (1992)
- Ecco Jr.
- Ecco the Dolphin: Defender of the Future
- Exosquad
- Galaxy Force II
- Garfield: Caught in the Act
- Golf Construction Set
- Grossology
- Holyfield Boxing
- How Things Work in Busytown
- Impossible Mission 2
- International Karate
- Jaws Unleashed
- Karateka
- Kolibri
- Le Livre de la jungle
- Magic School Bus: Space Exploration Game
- Mickey's Jigsaw puzzle
- Museum Madness
- Peter Pan
- Power Rangers Jigsaw Puzzles
- Power Rangers PowerActive Math
- Power Rangers PowerActive Words
- Power Rangers Print Kit
- RBI Baseball
- Richard Scarry's Busytown
- Sentinel Worlds I: Future Magic
- Sports-A-Roni
- Sky Target
- South Park (portage PlayStation)
- Starship Andromeda
- Star Trek: Deep Space Nine: Crossroads of Time
- Star Wars: The Empire Strikes Back (portage Videopac jamais sorti)
- Sub Battle Simulator
- Super Action Football
- Tails and the Music Maker
- The Lost World: Jurassic Park
- The Simpsons: Arcade Game (portage DOS)
- Three Dirty Dwarves
- Tiny Tank: Up Your Arsenal
- Tomcat Alley (portage Windows)
- USS Stinger
- Wacky Races
- Water Polo
- Wild West
- Wilson Pro Staff Golf
- World Trophy Soccer
- World Cup Soccer: Italia '90